# Taraxacum recedens
Taraxacum recedens, trajnica, jedna od pet vrsta maslačaka sa otoka Jan Mayen na kojem čini endemsku vrstu. Vrsta je opisana 1964.